# کنگ های-یون
کنگ های-یون (انگلیسی: Kang Hae-eun؛ متولد ۹ ژوئیه ۱۹۷۷) یک تکواندوکار کره جنوبی است.
وی در مسابقات قهرمانی تکواندو جهان ۱۹۹۷ در هنگ کنگ در کلاس سبک‌وزن مدال طلا گرفت. در مسابقات قهرمانی تکواندو جهان ۱۹۹۹ در ادمونتون هم موفق به کسب مدال طلا در سبک‌وزن (پروزن) شد.